# The Psychology of The Simpsons: D'oh!
The Psychology of The Simpsons: D'oh! (La Psychologie des Simpson : D'oh!) est un livre documentaire en anglais analysant la psychologie de la série télévisée d'animation américaine Les Simpson. Il a été édité le 1er mars 2006 par BenBella Books et fait partie de la série Psychology of Popular Culture Series (« Psychologie des séries ancrées dans la culture populaire »), ou en plus court Smart Pop. Cette série contient d'autres livres analysant la psychologie de célèbres séries comme Superman, X-Men ou Matrix,,. Elle est inspirée d'une série similaire éditée par l'Open Court Publishing Company. Le livre se présente sous la forme d'un recueil d'articles, mais contient aussi des parties écrites par Alan S. Brown et Chris Logan ; Brown est professeur de psychologie et Logan est un conférencier dans ce même domaine. Le livre tente de viser à la fois les fans des Simpson et les étudiants en psychologie.

## Contenu
Le livre contient des contributions de vingt-neuf auteurs différents, dont des psychologues et des thérapeutes scolaires. Des sujets généraux tels que la famille, l'abus d'alcool, les relations humaines, l'estime de soi, le sexe et la personnalité sont évoqués. Des sujets spécifiques à la psychologie sont aussi abordés, comme la psychologie clinique, la cognition, la psychologie pathologique, la psychologie évolutionniste, le jeu pathologique, le conditionnement classique ou la thérapie familiale. Un des intervenants du livre, Denis M. McCarthy, professeur assistant de psychologie à l'Université du Missouri-Columbia, analyse les facteurs de risque pour l'alcoolisme dans les Simpson. McCarthy cite l'attitude passive et fuyante de Bart envers l'apprentissage comme un facteur de risque, et note que Maggie risque de devenir toxicomane, en raison de ses tendances à la violence.
Bien que tous les chapitres tentent de mettre en lien des épisodes des Simpson avec des thèmes de psychologie, leurs titres sont moins sérieux : par exemple, l'un des chapitres est intitulé « Lequel d'entre nous est vraiment fou » (Which One of Us is Truly Crazy). Chris Logan s'est expliqué à ce sujet : « Le contenu du livre est très sérieux, mais il n'est pas présenté de façon trop sérieuse »,. The Simpsons Archive a aussi remarqué l'équilibre réalisé entre le style humoristique et le style académique dans le livre, soulignant que « Heureusement, malgré les nombreuses références à des théories de psychologie et études académiques variées, les rédacteurs évitent de devenir trop sérieux, et réussissent à rester divertissants tout au long du livre »,.

## Réception critique
L'ouvrage a eu droit à une mention positive dans The Times, où Andrew Billen a écrit que « Je me permets de féliciter D'Oh!: The Psychology of The Simpsons et Reading The Sopranos, les deux séries étant assez solides pour faire l'objet d'études conceptuelles »,. Une publication de la Southern Methodist University a aussi donné un avis favorable sur le livre. En guise d'introduction à une interview avec l'un des rédacteurs du livre, l'interviewer a conseillé à ses lecteurs : « Allez au-delà de la couverture un peu niaise, illustrée par le cerveau d'Homer accaparé par la bière et la télévision, et vous trouvez des analyses visant à la fois les téléspectateurs de la série et les étudiants en psychologie »,. Un article de The Simpsons Archive a enfin loué les mérites du livre : « Les liens avec la série et son univers sont solides et les points psychologiques sont illustrés avec des extraits tirés des Simpson »,.